# Pfarrkirche St. Marein in Niederösterreich

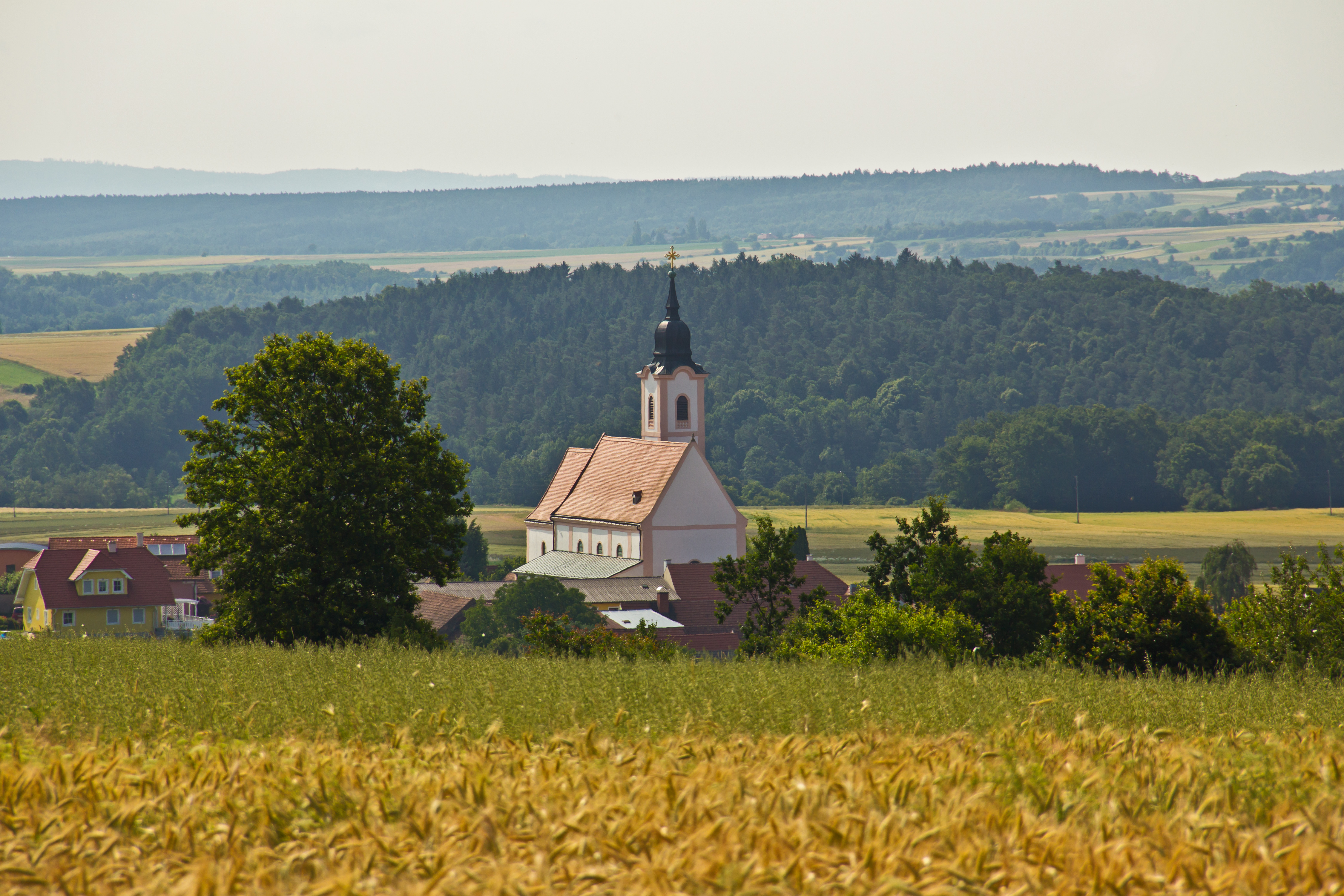
Katholische Pfarrkirche hl. Maria in St. Marein in Niederösterreich

Die Pfarrkirche St. Marein in Niederösterreich steht im Kirchdorf St. Marein in der Gemeinde Brunn an der Wild im Bezirk Horn in Niederösterreich. Die der Heiligen Maria geweihte römisch-katholische Pfarrkirche – dem Stift Altenburg inkorporiert – gehört zum Dekanat Horn in der Diözese St. Pölten. Die Kirche steht unter Denkmalschutz (Listeneintrag).

## Geschichte
Urkundlich wurde 1281 eine Kirche und 1326 eine Pfarre genannt. Um 1667 war ein Umbau der Kirche. 1682 wurde die Kirche wahrscheinlich nach den Plänen des Maurermeisters Hans Hochhaltinger neu erbaut. Die ehemalige Wallfahrtskirche ist dem Stift Altenburg inkorporiert.

## Architektur
Der barocke basilikale Kirchenbau steht südseitig auf gotischen Grundmauern. Der zum Mittelschiff etwas eingezogene Chor hat einen Dreiseitschluss und beidseits Anbauten. Der gotische Turm steht im Osten des südlichen Seitenschiffs.
Das Kirchenäußere zeigt sich an den Fassaden mit einer Lisenengliederung und mit übereinanderliegenden Rundbogenfenstern am Mittelschiff und an den Seitenschiffen. Das Rundbogenfenster und das mittlere hohe Hauptportal haben Steingewände und eine gerade profilierte Verdachung, im Sturzfeld zeigt sich Dekor mit Altenburger Rosen. Der niedrigere Chor hat seitlich Sakristeien unter Pultdächern. Der im Untergeschoß gotische Turm zeigt Schartenöffnungen und abgefaste profilierte Steingewändefenster, der barocke Aufbau mit Balusterfenstern und Uhrengiebeln trägt einen Glockenhelm aus 1839. Das Turmportal ist ein barockes Oberlichtportal.
Das Kircheninnere zeigt sich mit einem Mittelschiff unter einer Stichkappentonne, mit drei Normaljochen und östlich mit einem verkürzten Joch, insgesamt seitlich über Korbbogenarkaden in seitenschiffartige Einsatzkapellen geöffnet, über den Einsatzkapellen sind beidseits Emporengänge. Eine schmale Westempore verbindet die seitlichen Emporengänge. Der Triumphbogen ist rundbogig. Der dreijochige kreuzgratgewölbte Chor ist um eine Stufe erhöht, seitlich des Chores je ein Sakristeiportal mit Steingewände mit einer zweijochigen kreuzgratgewölbten Sakristei.

## Ausstattung
Der Hochaltar aus 1685/1687 in reicher vergoldeter Akanthusrahmung hat Opfergangsportale mit Schuppenpilastern. Dieser Altar ist das Hauptwerk des Mathias Sturmberger, die Figuren wurden von ihm gestaltet.
Die Orgel baute Johann M. Kauffmann (1886).